# Archizoom Associati

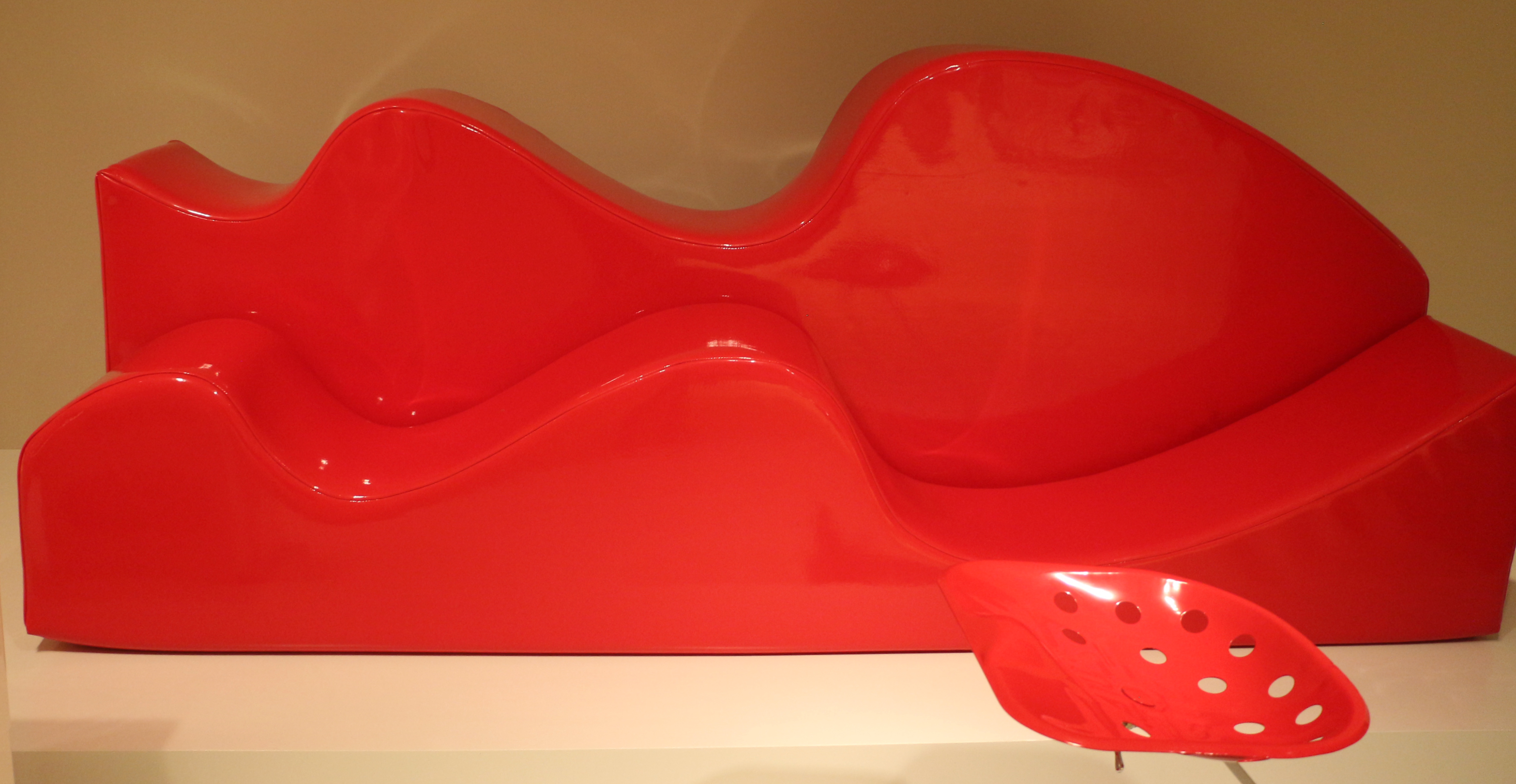
Archizoom pour Poltronova. Canapé "Superonda", vinyle sur caoutchouc mousse, 1967

Archizoom Associati fut une agence de design italienne fondée en 1966 à Florence en Italie par quatre architectes : Andrea Branzi, Gilberto Corretti, Paolo Deganello, Massimo Morozzi, auxquels se sont joints en 1968 deux designers, Dario Bartolini et Lucia Bartolini. L'agence fut active de 1966 à 1974. Les réalisations sont teintées de kitsch pour se moquer des prétentions du Good Design.
Archizoom Associati et l’agence d'architecture Superstudio, créée la même année, organisèrent deux expositions Superarchitectura à Pistoia et Modène en 1966 et 1967. 